# Canon de 356 mm/45 calibres
Pour les articles homonymes, voir Canon de 14 pouces.
Le canon de 356 mm/45 calibres, ou canon de 14"/45 calibres, est un canon de diamètre 14 pouces (ou 356 millimètres) utilisé, à partir des années 1910, comme pièce d'artillerie principale dans la Marine militaire américaine, principalement sur ses classes de cuirassés. Connus à l'origine sous les appellations Mark 1, 2, 3, et 5, puis Mark 8, 9, 10, et 12, les premiers canons de ce type ont équipé les classes de navires New York, Nevada, et Pennsylvania.